# Notophthiracarus texanus
Notophthiracarus texanus är en kvalsterart som först beskrevs av Wojciech Niedbała 2002.  Notophthiracarus texanus ingår i släktet Notophthiracarus och familjen Phthiracaridae. Inga underarter finns listade i Catalogue of Life.